# قطعة 1 سنتيم يورو
| {{{فئة_العملة}}} (أوروبا) | {{{فئة_العملة}}} (أوروبا) |
| ------------------------- | ------------------------- |
| قيمة:                     | 1 سنتيم يورو {{{وحدة}}}   |
| كتلة:                     | 2.30 جم                   |
| قطر:                      | 16.25 مم                  |
| سمك:                      | 1.67 مم                   |
| حافة:                     | سلس                       |
| تركيب:                    | {{{تركيب}}}               |
| تاريخ الصك:               | منذ عام 1999              |
| رقم الكتالوج:             | {{{رقم_الكتالوج}}}        |
| وجه                       |                           |
| وجه                       |                           |
| تصميم:                    | 24 شكلًا                   |
| مصمم:                     | {{{مصمم_الوجه}}}          |
| تاريخ التصميم:            | {{{تاريخ_تصميم_الوجه}}}   |
| ظهر                       |                           |
| ظهر                       |                           |
| تصميم:                    | {{{تصميم_الظهر}}}         |
| مصمم:                     | {{{مصمم_الظهر}}}          |
| تاريخ التصميم:            | {{{تاريخ_تصميم_الظهر}}}   |

عملة 1 يورو سنت (0.01 يورو) لها قيمة مائة من اليورو وتتكون من الفولاذ المغطى بالنحاس. إنها العملة الأقل قيمة في منطقة اليورو، تليها العملات المعدنية 2 و5 سنت يورو. العملات المعدنية لكل دولة من دول اليورو لها انعكاس مشترك ولكل منها وجه (وطني) خاص بكل بلد. تم استخدام العملة المعدنية منذ عام 2002 ولم يتم إعادة تصميمها في عام 2007 كما كان الحال مع العملات ذات القيمة الأعلى.

## تصميم
وتتكون العملات المعدنية من الفولاذ المغطى بالنحاس ويبلغ قطرها 16.25 مم، 1.67 سمك مم وكتلة 2.30 جرامات. حواف العملات المعدنية ناعمة. تم استخدام العملات المعدنية من عام 2002, على الرغم من أن بعضها مؤرخ في عام 1999 وهو العام الذي تم فيه إنشاء اليورو كعملة، ولكن لم يتم طرحها للتداول العام.

## أسماء مستعارة
في الفلمنكية، العملات المعدنية من 1 إلى 5 سنت لها الاسم المستعار koper (نحاس), ros (أحمر الشعر) أو rostjes (أحمر صغير) بسبب لونها. في البرتغال، اكتسبت عملة 1 سنت ألقاب botão (زر), feijão (الفول) pretos (السود) نظرًا لصغر حجمها ولونها وقيمتها: بدلاً من المقامرة بأموال حقيقية، تُستخدم الأزرار أحيانًا. في إيطاليا، تسمى العملات المعدنية ذات 1 و 2 و 5 سنت «راميني» وتعني حرفيًا «نحاسيات صغيرة».